# Dora García
Dora García (Valladolid, 1965) és una artista espanyola d'abast internacional que defineix el seu art com "art de situació". Treballa amb l'acció (performance), la instal·lació, la fotografia i el cinema, molt en relació amb la literatura. Va estudiar Belles Arts a la Universitat de Salamanca, i al Rijksakademie van beeldende kunsten (Acadèmia Nacional de les Arts Visuals dels Països Baixos) a Amsterdam. Ha viscut també a Brussel·les i ara treballa des de Barcelona. Té obres a museus d'arreu del món.

## Obra
La seva obra es caracteritza per la participació dels espectadors, als quals insta a adoptar una postura en relació amb qüestions èticament controvertides, exigint-los que es comprometin a examinar detalladament aquests temes i a reflexionar sobre la naturalesa institucional de l'entorn en què es duu a terme el seu encontre amb les obres d'art. L'espectador desenvolupa la capacitat per llegir fins i tot els signes més petits com a possibles significats. L'artista juga amb el límit entre la ficció i la realitat i ens en fa partícips. Utilitza l'espai expositiu com a via d'investigació en la relació entre visitant, obra i lloc; i la sala o localització es converteix en una experiència sensorial. La marginalitat n'és el tema central, a través de la creació de situacions que inquieten l'espectador.
Quan troba un tema que l'interessa, llegeix i s'involucra amb persones que estiguin relacionades amb aquest per investigar-lo, encara que no sigui per arribar a una conclusió concreta. Ella defensa que qualsevol bona pregunta ha d'evitar a tot preu donar una resposta.
Des de 1999 ha creat diverses obres a la seva pàgina web.

### Influències
Està fortament influïda per un del pares de l'Art conceptual, Sol LeWitt i està a favor de la dignificació de l'art relacionat amb la filosofia. També comparteix la idea que la investigació artística és més mística que racionalista i abarca veritats que la lògica no pot abarcar, així com que una idea ha de ser completada a la ment abans que la pròxima sigui formada.
Però era a la seva exposició "Men I Love", una instal·lació al Reina Sofía l'any 2009, on revelava les seves grans influències: Robert Altman, James Graham Ballard, Bertolt Brecht, Lenny Bruce, Geoffrey Carey, Erik Thys, Peter Handke, Abbie Hoffman, William Holden, Charles Filch, Andy Kaufman, Daniïl Kharms i Martin Kippenberger. En aquella ocasió, tot eren homes, però també l'han influït moltes dones. Sobretot Lee Lozano, Hannah Wilke, Clarice Lispector, Mary Shelley i les germanes Brontë.

### Obra destacada
"Insertos en tiempo real" (2000), obra en la que per primera vegada utilitza Internet com a mitjà expositor. Amb aquestes performances es qüestionava la percepció del temps i la percepció de l'espectador respecte a l'obra d'art. Pretenia distorsionar situacions reals en temps real.
"Vibraciones" (2005), recopilació de deu anys d'investigació artística orientada a l'anàlisi del comportament humà enfront de diverses emissions sonores. Sons que tenen capacitat narrativa, que seqüencien temps i possibiliten un àgil diàleg perceptiu i conceptual amb les espectadors.
"The Beggar’s opera" (2007), representació en espais públics amb un protagonista de caràcter marginal, però capaç de parlar amb tothom i passar alhora desapercebut. Funciona com un catalitzador, distribueix informació i provoca esdeveniments que creen una certa narrativa en forma de conversa o acció.
"Todas las Historias" de la sèrie de treballs de Dora García que inicia l'any 2001 també anomenat "Todas las Historias". Presentat com un blog que vol oferir als lectors l'oportunitat de ser també escriptors o comentaristes. També serveix per donar una estructura temporal clara al procés. És un arxiu on tot home o dona pot contar totes les històries del món, per estar a l'abast de tothom gràcies al lloc web que ha creat l'artista.
"Lo Inadecuado" (2011), és una performance composta per objectes, converses, monòlegs, teatre, silencis i debats. Els protagonistes d'aquesta performance múltiple i col·lectiva, que provenen de diverses generacions i s'ocupen preferentement de l'escena cultural italiana com objecte d'investigació, són experts en la idea de l' Inadequat. Els protagonistes de «Lo Inadecuado» representen posicions independents, underground, dissidents, no oficials, marginals, exiliades.

## Exposicions
Els seus projectes apareixen a museus d'art contemporani, tant espanyols com estrangers, dels quals cal destacar: el MUSAC de Lleó (2004), el Museu Reina Sofia de Madrid, el CCCB i el MACBA de Barcelona (2002), el Patio Herreriano de Valladolid, el Centre Pompidou de París (2008), el Tate Modern de Londres (2008) o l'SMAK (Stedelijk Museum voor Actuele Kunst) de Gant (2006). També ha participat en exposicions internacionals com ara la biennal europea itinerant d'art contemporani «Manifesta» (1998), les Biennals d'Istanbul (2003), Sydney (2008), Lió (2009), São Paulo (2010) i Gwangju (Corea del Sud, 2010), i també en la Documenta 13 de Kassel (Alemanya, 2012). El 2011, va representar al pavelló espanyol a la 54ena Biennal de Venècia amb el seu projecte «Lo Inadecuado». Va convertir el pavelló espanyol en una plataforma de reflexió, crítica i debat sobre la marginalitat.

## Filmografia
- The Joycean Society, (2013)
- The Devian Majority, (2012)
- The Inadequate, (2011)

El relat resultant va des de James Joyce fins a l'antipsiquiatria, de l'activisme polític al sistema jurídic, i de la realitat a la ficció, i viceversa.

## Publicacions
- García, Dora. Forever I, 2005. Monografia. Figueres: Cru (Col·lecció MACBA. Centre d'Estudis i Documentació).
- García, Dora. sí/yes/oui, no/no/non, 2005. Llibre d'artista. Barcelona / Lleó: ACTAR i MUSAC. ISBN 978-8493454128
- García, Dora. Forever II, 2006. Monografia. Figueres: Cru (Col·lecció MACBA. Centre d'Estudis i Documentació). ISBN 9788461129218.
- García, Dora. Twice Told Tales, 2007. Monografia. Santiago de Compostela: Xunta de Galicia, Consellería de Cultura e Deporte: Centro Galego de Arte Contemporánea (Col·lecció MACBA. Centre d'Estudis i Documentació). ISBN 9788445345177
- García, Dora. Forever III, 2008. Monografia. Figueres: Cru (Col·lecció MACBA. Centre d'Estudis i Documentació).
- García, Dora. Todas las historias Vol. III, 2005. Monografia. Madrid: Museo Nacional Centro de Arte Reina Sofía ISBN 8480262826
  - García Dora. All the Stories, 2011. Monografia. London / Birmingham: Book Works i Eastside Projects. ISBN 9781906012366
- García, Dora. L'inadeguato / Lo Inadecuado / The Inadequate, 2011. Monografia. Berlín: Sternberg Press. ISBN 978-1-934105-50-4

## Premis i reconeixements
El 45 PIAC, atorgat per la Fundació Príncep Pierre de Mónaco.
L'any 2021 Dora García va rebre el Premi Nacional d'arts plàstiques que concedeix el ministeri de Cultura per la seva capacitat d'"afavorir la reflexió ètica" i per la investigació "sobre les relacions entre política i amor i les formes de solidaritat entre les minories".